# Cerodirphia harrisae
Cerodirphia harrisae är en fjärilsart som beskrevs av Lemaire 1975. Cerodirphia harrisae ingår i släktet Cerodirphia och familjen påfågelsspinnare. Inga underarter finns listade i Catalogue of Life.